# Artwork
Il termine inglese artwork (in italiano letteralmente "opera d'arte") è stato inizialmente utilizzato nel gergo tecnico relativo alla pubblicità e al marketing per definire in generale elementi di grafica, fotografia e tipografia. La parola è stata poi usata anche nell'ambito dell'Ingegneria del software.
Artwork descrive i singoli componenti artistici che vengono messi insieme dal produttore della grafica o dall'operatore di desktop publishing, ad esempio immagini, foto, disegni e testi. Nello sviluppo del software l'artwork è il lavoro sulle parti grafiche del programma, nonché la progettazione di simboli, icone e siti web.
Nell'industria musicale, il termine artwork viene generalmente utilizzato per riassumere tutto il materiale grafico legato a una pubblicazione discografica, come copertine, opuscoli, pubblicità, poster e adesivi. In particolare, "Cover-Artwork" o "Cover-Art" è solitamente sinonimo del design grafico di un album, di un singolo o di una copertina di CD, nonché di qualsiasi materiale stampato di accompagnamento (come buste interne stampate o opuscoli). In alcuni casi, "cover art" viene utilizzato per indicare gli autori di un'opera d'arte utilizzata e del progetto grafico: ad esempio: Cover Art: Roscoe E. Mitchell / Design: Barbara Wojirsch.